# الجبوبة (يريم)

تعديل مصدري - تعديل

الجبوبة هي إحدى قرى عزلة عراس بمديرية يريم التابعة لمحافظة إب، بلغ تعداد سكانها 207 نسمة حسب تعداد اليمن لعام 2004.